# Khởi nghĩa Lục Lâm

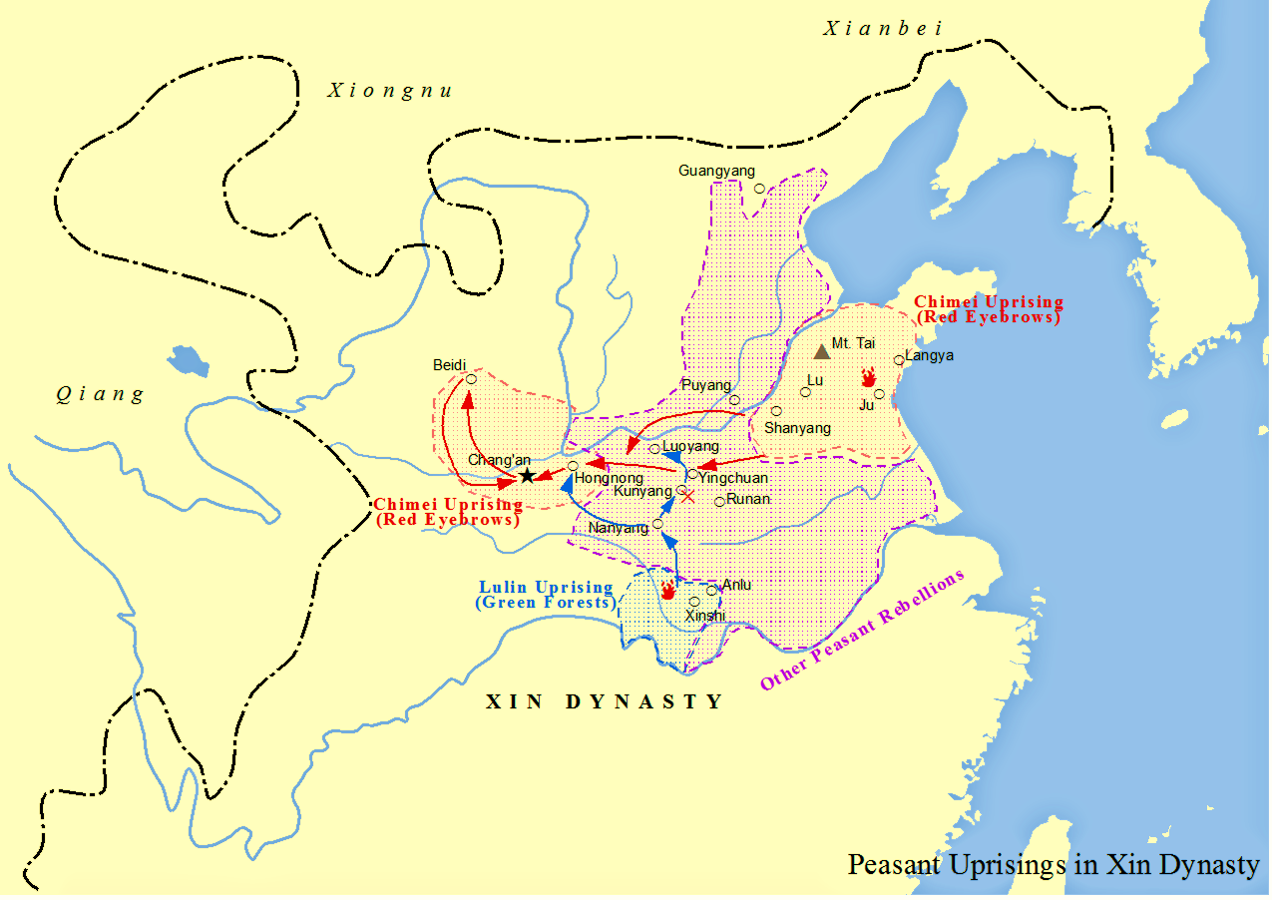
Bản đồ các cuộc nổi dậy của nông dân thời nhà Tân, bao gồm các cuộc nổi dậy của Lục Lâm Quân và Xích Mi

Khởi nghĩa Lục Lâm (tiếng Trung: 綠林) là cuộc khởi nghĩa thời nhà Tân chống lại sự cai trị của Vương Mãng trong lịch sử Trung Quốc. Cuộc khởi nghĩa đã trực tiếp lật đổ nhà Tân nhưng sau đó đã thất bại trong cuộc chiến tranh với các chư hầu khác cùng tham gia chống nhà Tân. Quân khởi nghĩa lấy tên ngọn núi Lục Lâm ở phía đông bắc huyện Đơn Dương, miền Kinh Châu, nơi lập căn cứ ban đầu, làm tên gọi. Mặc dù cuối cùng thất bại nhưng phong trào đã đánh đổ được một triều đại đương thời. Danh từ riêng Lục Lâm sau này trở thành danh từ chung "lục lâm" chỉ các lực lượng thảo khấu (giặc cướp, giặc cỏ) chống đối chính quyền và hay gọi chung là "lục lâm thảo khấu" chỉ về những kẻ cướp, giặc cỏ ở vùng rừng núi hẻo lánh.

## Nguyên nhân
Những cuộc cải cách kinh tế và xã hội của Vương Mãng không những không cải thiện đời sống cho nhân dân mà trái lại gây nhiều phiền toái. Trong khi đời sống xã hội bị xáo trộn, chiến tranh với các ngoại tộc xung quanh kéo dài nhiều năm khiến nhân dân căm phẫn vì phải đi lính thú và cung đốn quân phí. Cùng lúc đó, trong nước lại xảy ra mất mùa, hạn hán, nạn châu chấu, vỡ đê sông Hoàng Hà, đổi dòng chảy sông Hoàng Hà v.v. Thiên tai và nhân họa khiến cho đời sống nhân dân ngày càng quẫn bách. Trong hoàn cảnh đó, khởi nghĩa binh biến chống triều đình đã nổ ra khắp nơi. Khởi nghĩa Lục Lâm đã trở thành một trong những lực lượng chống nhà Tân mạnh nhất.

## Khởi binh
Năm 17, những người dân bị đói kém ở Tân Thị thuộc Kinh châu theo Vương Khuông, Vương Phượng nổi dậy khởi nghĩa chống triều đình. Ít lâu sau, các cánh quân khởi nghĩa khác của Mã Vũ ở Nam Dương, Vương Thường và Thành Đan ở Dĩnh Xuyên đến gia nhập khiến nghĩa quân lớn mạnh nhanh chóng. Vì cánh quân này lấy núi Lục Lâm - một ngọn núi ở phía đông bắc huyện Đơn Dương, miền Kinh Châu - làm căn cứ nên được gọi là quân Lục Lâm.

## Đánh đổ nhà Tân

### Chia hai cánh quân
Năm 21, Vương Mãng phái quan trấn thủ Kinh châu mang 2 vạn quân trấn dẹp quân Lục Lâm, bị quân Lục Lâm dưới quyền chỉ huy của Vương Khuông đánh tan ở Vân Đỗ.
Sang năm 22, do ở vùng căn cứ có dịch bệnh, quân Lục Lâm phải chia làm 2 cánh rút khỏi Lục Lâm: một cánh theo Vương Khuông, Vương Phượng, Mã Vũ đi về Nam Dương, gọi là quân Tân Thị; cánh kia theo Vương Thường, Thành Đan đi về Nam Quận gọi là quân Hạ Giang.
Tháng 7 năm 22, quân Tân Thị đi đến huyện Tuỳ, lại được sự gia nhập của quân Bình Lâm của Trần Mục và một tông thất nhà Hán là Lưu Huyền; sau đó cánh quân Thung Lăng của anh em tông thất thuộc chi khác nhà Hán là Lưu Diễn và Lưu Tú cũng đến gia nhập. Lực lượng quân Tân Thị mạnh lên nhiều.
Quân Tân Thị tiến về phía tây đánh vào Trường Tụ, giết chết huyện uý Tân Dã. Sau đó quân Tân Thị lại đánh bại quân Tân ở Đường Tử, giành thắng lợi và thu được nhiều quân lương.
Tuy nhiên, ngay sau trận thắng này, hàng ngũ quân Lục Lâm và quân Thung Lăng bắt đầu rạn nứt. Nguyên do bởi các tướng Lục Lâm vốn số đông là nông dân, quá nhiệt tình đánh trận trong khi các tướng Thung Lăng xuất thân từ địa chủ, ít xông pha chiến trận nhưng giành giật của cải thu được rất nhanh, điều đó khiến các tướng Lục Lâm tỏ ý bất bình. Lưu Tú vội dàn hoà để tránh đổ vỡ liên minh, sai các thuộc hạ nộp bớt của cải thu được của quân Tân cho các tướng Lục Lâm.
Từ đó hai bên lại giữ được hòa khí, phối hợp đánh hạ được Cưu Dương và tiến về Tân Đô, áp sát Uyển Thành - thủ phủ của Nam Dương.
Tháng 12 năm 22, các tướng trấn thủ Nam Dương là Chân Phụ và Lương Khâu Tứ mang 10 vạn quân ra đối địch. Hai bên gặp nhau ở Tiểu Trường An huyện Dục Dương. Quân Lục Lâm (gồm Tân Thị và Thung Lăng) vừa thắng trận, chủ quan khinh địch, bị quân Tân đánh bại. Cánh quân của Lưu Tú bị chết và tan chạy hết, một mình chạy thoát. Anh Lưu Tú là Trọng và chị là Lưu Nguyên cùng bị giết trong trận này. Quân Lục Lâm phải lui về giữ Cức Dương.
Trong khi đó, cánh quân Hạ Giang của Lục Lâm do Vương Thường, Thành Đan và Trương Ngang chỉ huy từ huyện Biên thuộc Nam Quận, qua Ứng Sơn và huyện Tuỳ, đến hương Thượng Đường, đánh bại quân do Kinh châu mục phái đến. Sau trận thắng này, quân Giang Hạ với 5000 người, tiến về phía bắc đến Nghi Thu.

### Lập Canh Thủy Đế
Lưu Tú và Lưu Diễn nghe tin quân Giang Hạ thắng trận, bèn sai người đến liên lạc với Vương Thường đề nghị hội binh. Vương Thường đồng ý. Tháng 1 năm 23, quân Giang Hạ kéo về Cức Dương hợp làm một với quân Tân Thị. Từ đó quân Lục Lâm lại thống nhất, nhuệ khí lại tăng lên.
Để đối phó với quân triều đình ở Nam Dương, quân Lục Lâm chia làm nhiều cánh, dùng chiến thuật bất ngờ tập kích rồi rút nhanh khiến quân Tân không thể đề phòng. Chân Phụ và Lương Khâu Tứ chủ quan sau trận thắng, đều bị quân Lục Lâm giết chết khi lâm trận, 10 vạn quân Tân bị giết hơn 2 vạn, còn lại tan rã.
Nghe tin hai tướng bị giết, quân Tân hoang mang. Hai tướng Nghiêm Ưu và Trần Mậu kéo quân bản bộ vào đóng ở Uyển Thành. Lưu Diễn nghe tin quân Tân đã đóng ở Nam Dương, bèn lệnh cho quân bỏ bớt hành lý, chỉ mang theo ít lương thực và đồ nhẹ, tiến đánh quân Nghiêm Ưu ở phía bắc sông Dục Thủy, lại thắng trận, chém 3000 quân. Quân Tân thua bỏ chạy về cố thủ ở Uyển Thành.
Sau hai trận thắng liên tiếp, danh tiếng quân Lục Lâm lên rất cao, người đến xin theo rất nhiều, nên lực lượng có 10 vạn người. Lưu Huyền được phong làm Canh Thủy tướng quân.
Trong quân Lục Lâm có chủ trương lập một người hoàng tộc nhà Hán lên làm vua để có danh chính đánh Vương Mãng, khôi phục nhà Hán. Ngoài Lưu Huyền và anh em Lưu Diễn, Lưu Tú, trong quân Lục Lâm còn có các tông thất là Lưu Lương, Lưu Tứ, Lưu Gia. Vương Khuông và Vương Phượng chủ trương lập Lưu Huyền là người tài năng kém và không có vây cánh, thế lực để dễ khống chế, trong khi thiểu số theo Lưu Diễn không tán thành, muốn mình được lập. Cuối cùng, số đông của Vương Khuông thắng thế, Lưu Huyền được lập làm vua, với danh nghĩa khôi phục nhà Hán để đánh nhà Tân, tức là Hán Canh Thủy Đế.

### Đại chiến Côn Dương
Tháng 2 năm 23, quân Lục Lâm dưới danh nghĩa nhà Hán chia làm 2 đường, cánh quân chủ lực do Vương Khuông, Lưu Diễn chỉ huy đánh Uyển Thành; cánh thứ 2 nhỏ do Vương Phượng, Vương Thường, Lưu Tú chỉ huy, mang 2 vạn quân đánh Côn Dương, Đinh Lăng và đất Yển.
Quân Nghiêm Ưu, Trần Mậu bỏ Uyển Thành về giữ Dĩnh Xuyên, giao cho các tướng dưới quyền cố thủ Uyển Thành.
Cánh quân của Vương Thường và Lưu Tú luôn thắng trận, thu rất nhiều của cải và lương thực; sau đó Vương Thường cầm 1 cánh quân tiến về phía bắc, tiến đánh Nhữ Nam và Bái quận.
Vương Mãng nghe tin quân Tân liên tiếp thất bại, liền phái Đại tư đồ Vương Tầm, Đại tư không Vương Ấp trưng tập hết quân tướng còn lại gồm 42 vạn quân đi đánh quân Lục Lâm, mang theo cả hổ, báo, voi. Tháng 5 năm 23, quân Vương Tầm tiến đến Dĩnh Xuyên, hợp với quân của Nghiêm Ưu, Trần Mậu. Bốn tướng hợp đại binh tiến về phía nam, đụng độ với cánh quân nhỏ của Lục Lâm.
Được tin đại quân Tân kéo đến, Vương Thường từ Nhữ Nam trở về Côn Dương yểm trợ. Sau vài trận đánh chặn ở Dương Quan, Lưu Tú cũng lui về Côn Dương.
Quân tiên phong của Vương Ấp gồm 10 vạn người kéo đến thành Côn Dương. Vương Ấp chủ quan khinh địch, cho quân vây 4 mặt, hạ trại giữ xung quanh.
Trong thành, quân Lục Lâm chỉ có hơn 8000 người. Vương Phượng và Vương Thường chủ trương phá vây chạy nhưng Lưu Tú cho rằng không nên, vì lực lượng quá chênh lệch sẽ bị hỗn loạn và bị giết hết. Theo kế của Lưu Tú, Vương Phượng và Vương Thường lo giữ thành, Lưu Tú cùng 13 kỵ binh nương theo đêm tối và nhân lúc quân địch đông đảo chưa lập trại xong, kéo ra cửa nam thành, đến các huyện đã chiếm được trước kia thu thập binh mã về cứu viện.
Quân Tân tập hợp đủ 42 vạn người, đánh thành dữ dội. Các tướng trong thành phải liều chết giữ.
Tháng 6, các cánh quân Lục Lâm ở Yển Thành và Định Lăng nghe tin Lưu Tú cấp báo, bèn hợp binh được vài ngàn người tiến về cứu Côn Dương. Vương Tầm coi thường viện binh, chỉ mang vài ngàn quân ra đánh. Lưu Tú nhân lúc quân Tân chưa bày trận xong, bèn tự mình hăng hái đi đầu, đánh vào trận địch tới. Quân Tân bị đánh bất ngờ, thua trận bỏ chạy. Lưu Tú thừa cơ truy kích giết hơn 1000 người.
Lưu Tú vẫn sai người phao tin rằng Uyển Thành đã bị quân Lục Lâm hạ, từ đó quân chủ lực sẽ tới cứu Côn Dương. Điều đó khiến quân trong thành rất vững tâm, còn quân Vương Tầm, Vương Ấp ở ngoài lo lắng. Lưu Tú mang 3000 quân, nhân lúc đêm tối vượt qua sông Côn Thủy phía tây thành Côn Dương, rạng sáng hôm sau đột ngột tấn công vào trung quân của quân Tân. Quân Tân bị đánh bất ngờ. Vương Tầm vội mang 2 vạn quân ra nghênh chiến, nhưng quân sĩ hoảng loạn không sắp được đội hình, bị quân Lục Lâm đánh đại bại. Vương Tầm bị giết trong trận này.
Chủ soái bị giết làm quân Tân hoảng loạn. Trong thành, Vương Thường và Vương Phượng kéo ra đánh sáp lại, quân Tân bị giết rất nhiều, người chết dài hơn 100 dặm. Các tướng Vương Ấp, Nghiêm Ưu và Trần Mậu chạy thoát. Quân sĩ nhà Tân cùng nhau đào ngũ rất nhiều, chỉ có Vương Ấp cùng vài ngàn quân trung thành chạy về Trường An.

### Giết Lưu Diễn
Sau khi hạ Uyển Thành, Canh Thủy Đế Lưu Huyền lấy đây làm kinh đô. Lưu Diễn có công đánh chiếm Uyển Thành nên tỏ ra cậy công, bất phục Lưu Huyền, tự xưng là Trụ thiên đại tướng quân. Sợ Lưu Diễn mưu lật đổ, phe Lưu Huyền được Vương Khuông, Thân Đồ Kiến ủng hộ bàn nhau giết Lưu Diễn để trừ hậu hoạ.
Biết một tông thất khác là Lưu Tắc về phe Lưu Diễn và phản đối việc lập Lưu Huyền, Huyền triệu về phong Tắc làm Kháng uy tướng quân, nghĩa là Tướng quân chống lệnh vua. Tắc đang cầm quân đánh Lỗ Dương, không chịu nhận chức đó, bị Canh Thủy Đế sai các tướng mang quân đến bắt về giết chết. Lưu Diễn có mặt ở đó thấy vậy kiên quyết phản đối, đòi thu lệnh chém Lưu Tắc. Chu Vĩ và Lý Dật bèn khuyên Lưu Huyền nhân đó xử tội luôn Lưu Diễn đồng mưu phản nghịch. Canh Thủy Đế được cơ hội bèn sai bắt luôn Lưu Diễn mang chém vì tội chống đối.
Sau trận thắng Côn Dương, Lưu Tú mang quân đánh chiếm quận Dĩnh Xuyên. Được tin anh bị giết, Lưu Tú rất đau xót nhưng cố nén lòng, không để tang Lưu Diễn, cười nói như thường và đến tạ tội với Canh Thủy Đế nên không bị nghi ngờ. Canh Thủy Đế thấy Lưu Tú có công thắng trận Côn Dương, nhân đó muốn an ủi, phong là Phá lỗ tướng quân, Vũ Tín hầu.

### Tiêu diệt nhà Tân
Nhân lúc quân Tân thua tan tác, các thổ hào các vùng nổi dậy cát cứ: Quỳ Ngao ở Thiên Thủy, Công Tôn Thuật ở Thành Đô, Đậu Dung ở Tây Hà, Lý Hiến ở Lư Giang, Trương Bộ ở Lang Nha, Đổng Hiến ở Đông Hải… Chính quyền nhà Tân lúc đó rất suy yếu, thực tế chỉ còn Trường An và Lạc Dương. Nhân đà thắng lợi, quân Lục Lâm chia làm hai đường tiến đánh nhà Tân. Một cánh do Thân Đồ Kiến và Lý Tùng chỉ huy đánh về phía tây, vào cửa Vũ Quan để tiến vào Trường An; cánh quân kia do Vương Khuông chỉ huy đánh vào Lạc Dương.
Tháng 7 năm 23, tướng quân Lục Lâm là Vương Khuông đánh hạ thành Lạc Dương, bắt sống thái sư nhà Tân là Vương Khuông và Ai Chương mang về Uyển Thành chém đầu.
Tháng 9 năm 23, khi Thân Đồ Kiến lấy được ải Vũ Quan tiến vào Trường An thì nhân dân trong thành cũng vùng dậy chống triều đình. Vương Mãng biết không thể cứu vãn tình thế, dẫn quần thần đến Nam giao tế cáo trời đất để nhờ trời cứu giúp.
Ngày 1 tháng 10 theo lịch triều Tân (tức 1 tháng 9 theo lịch Canh Thủy, 4 tháng 10 theo dương lịch), quân Lục Lâm đánh vào kinh thành. Sáng sớm ngày 3, Vương Mãng chạy đến Tiệm Đài, hy vọng vào sự ngăn trở của hồ nước xung quanh để chống lại quân địch.
Quân Lục Lâm kéo đến nơi, vây Tiệm Đài nhiều lớp. Trên đài cao, quân Tân dùng tên bắn xuống chống trả khiến quân Lục Lâm không tiến lên được. Nhưng đến khi tên hết, quân Lục Lâm tiến lên. Hai bên đánh giáp lá cà. Cha con Vương Ấp xung đột rồi đều tử trận. Các công khanh khác trong Tiệm Đài cũng bị giết.
Trong lúc lộn xộn ở Tiệm Đài, Vương Mãng bị thương nhân Đỗ Ngô giết chết. Mấy hôm sau, thủ cấp của Vương Mãng bị mang bêu ở chợ huyện Uyển ở Nam Dương.

## Triều đình Canh Thủy

### Rạn nứt và ly khai
Ngay cả khi đã lớn mạnh và giành thắng lợi, quân Lục Lâm vẫn chưa được trang bị tốt. Tháng 10 năm 23, sau khi đánh chiếm Lạc Dương, Lưu Huyền dời đô về đó. Khi quân Lục Lâm của Lưu Huyền tiến vào, vì nhiều người ăn mặc lộn xộn, thậm chí mặc cả đồ phụ nữ nên các chí sĩ và địa chủ tỏ vẻ coi thường.
Lưu Huyền phong cựu hoàng tộc Lưu Tứ làm Đại tư đồ, Lý Tùng làm thừa tướng. Tuy nhiên cũng từ lúc đánh đổ được nhà Tân, không chỉ Canh Thủy Đế mà cả các tướng Vương Khuông, Vương Phượng, Chu Vĩ, Vương Thường, Trương Ngang… sau khi được phong vương một lượt bắt đầu nghĩ đến chuyện hưởng lạc, không lo đánh dẹp các lực lượng cát cứ còn nhiều.
Nghe tin quân Lục Lâm làm chủ Trường An, thủ lĩnh quân khởi nghĩa Xích Mi là Phàn Sùng sai người đến yết kiến và tỏ ý quy phục. Lưu Huyền phong cho các tướng Xích Mi tước hầu. Tuy nhiên một thời gian sau, phe Lục Lâm lại bài xích phe Xích Mi, vì vậy Phàn Sùng và các thủ hạ ly khai Lưu Huyền.
Mặc dù diệt được nhà Tân nhưng phạm vi quản lý của Canh Thủy Đế chỉ bao gồm Quan Trung, Lạc Dương, Giang Hoài và Kinh Châu, còn các nơi khác do các lực lượng nhân danh chống Vương Mãng nổi dậy chiếm giữ. Lúc đó vùng Hà Bắc vẫn do các tướng do Vương Mãng bổ nhiệm và các cánh quân khởi nghĩa chia nhau nắm giữ. Vương Lang chiếm cứ Hàm Đan tự xưng hiệu. Lưu Huyền bèn cử Lưu Tú đi cùng các tướng Phùng Dị, Diêu Kỳ, Chu Hựu... rời Lạc Dương lên Hà Bắc.

### Phong tước
Tháng 2 năm 24, Lý Tùng và Thân Đồ Kiến sai người đón Canh Thủy Đế vào Trường An. Theo thỉnh cầu của Lý Tùng, Canh Thủy Đế phong bừa cho các họ hàng, tông thất các công thần làm chư hầu, vương. Các tướng trụ cột của Lục Lâm và các hoàng thân tham dự khởi nghĩa đều được phong vương, riêng Lưu Tú vì bị nghi nên không được phong. Do việc Lưu Huyền phong quan chức bừa bãi nên ở Trường An truyền khẩu câu:
Táo hạ dưỡng, Trung lang tướng; Lạn dương bị, Kỵ đô uý; Lạn Dương đầu, Quan nội hầu
Nghĩa là:
Lo nấu nướng, Trung lang tướng; Gọt vỏ bí, Kỵ đô uý; Kho thịt trâu, quan Nội hầu
Canh Thủy Đế lệnh cho Lý Thông, Vương Thường, Lý Dật trấn giữ Quan Đông, cho Triệu Manh nắm giữ nội chính. Triệu Manh bèn dâng con gái cho Lưu Huyền. Canh Thủy Đế ham mê tửu sắc, giao hết việc triều đình cho Triệu Manh. Manh được thể chuyên quyền, giết hại những người chống đối. Có người đề nghị chiêu nạp hiền sĩ, trọng dụng nhân tài, nhưng điều đó trái ý Lưu Huyền nên bị Lưu Huyền bắt bỏ ngục. Vì vậy mọi người đều thất vọng.

### Lưu Tú và Lưu Anh chống đối
Sau một thời gian Lưu Tú rời Lạc Dương, Canh Thủy Đế lại phái Tạ Cung cầm quân lên Hà Bắc để hợp sức với Lưu Tú trừ Vương Lãng và bình định vùng này, đồng thời canh chừng cử động của Lưu Tú. Sau khi diệt được chính quyền Vương Lãng, cả Lưu Tú và Tạ Cung đều đóng ở Hàm Đan. Lưu Tú tìm cách lung lạc và giết chết Tạ Cung.
Thấy Lưu Tú ra mặt ly khai, Canh Thủy Đế sai Chu Vĩ và Lý Dật mang 30 vạn quân ra đóng ở Lạc Dương. Lưu Tú mang quân đánh lấy quận Hà Nội, làm chủ toàn bộ Hà Bắc, chuẩn bị tiến đánh Quan Trung. Lưu Tú sai Khấu Tuần giữ Hà Nội là nơi giàu có, không bị chiến tranh tàn phá để làm chỗ cung ứng quân lương, sai Phùng Dị giữ Mạnh Tân, kiềm chế quân Chu Vĩ ở Lạc Dương.
Đầu năm 25, Phương Vọng ở Bình Lăng thấy chính quyền Canh Thủy đã loạn, bèn lập vua cũ nhà Tây Hán là Lưu Anh, tức là Nhũ Tử Anh thời Vương Mãng, lúc đó đã 21 tuổi lên ngôi. Lưu Huyền biết tin bèn sai Lý Tùng mang quân trấn áp, giết chết cả Phương Vọng và Lưu Anh.

### Hỗn loạn và bại trận ở Trường An
Sau trận Thành Xương đánh bại 10 vạn quân của tướng nhà Tân là Vương Khuông và Liêm Đan, quân Xích Mi mạnh lên rất nhiều, có 10 vạn người. Bị chính quyền Canh Thủy Đế bài xích, Phàn Sùng quyết ý tự lập, chống lại Canh Thủy Đế.
Sau khi nhà Tân mất, chính quyền Canh Thủy lại hủ bại, Phàn Sùng quyết tâm đánh diệt Canh Thủy. Phàn Sùng chia quân làm hai cánh tiến về tây đánh Lưu Huyền. Đầu năm 25, hai cánh quân Xích Mi hội nhau ở Hoằng Nông. Quân tiên phong Lục Lâm ra đánh chặn bị quân Xích Mi đánh bại.
Quân Xích Mi tụ được 30 vạn người. Để có danh chính chống Lưu Huyền, khi đi đến Hoa Âm, Phàn Sùng tìm tông thất nhà Hán là cháu của Thành Dương Cảnh vương Lưu Chương tên là Lưu Bồn Tử mới 15 tuổi, đang đi chăn trâu, lập làm vua, đặt niên hiệu là Kiến Thế, tức là vua Kiến Thế Đế, với danh nghĩa tái lập nhà Hán.
Trong khi đó, tháng 6 năm 25, Lưu Tú cũng xưng đế ở Hạo Nam, cũng đặt quốc hiệu là Hán lấy niên hiệu là Kiến Vũ. Như vậy cùng lúc có 3 vua Hán là Canh Thủy (Lưu Huyền), Kiến Thế (Lưu Bồn Tử) và Kiến Vũ (Lưu Tú).
Mùa thu năm 25, quân Xích Mi tiến đến Cao Lăng và sắp vào tới Trường An. Vì quân chủ lực 30 vạn người của Lục Lâm đã giao cho Chu Vĩ đi trấn giữ Lạc Dương nên lực lượng ở lại không đủ mạnh để chống quân Xích Mi. Trong thành Trường An hoảng loạn. Có người khuyên Lưu Huyền vơ vét của cải ở Trường An về Nam Dương như cũ cố thủ, nếu lại thua nữa thì trở lại làm trộm cướp. Canh Thủy Đế không tán thành đề nghị đó, sai Lý Tùng mang quân ra chặn đánh quân Xích Mi nhưng Tùng nhanh chóng bại trận, bị Phàn Sùng bắt sống.
Các đại thần ở Trường An mưu ép Canh Thủy Đế chạy về phía đông. Mưu sự bại lộ, Lưu Huyền giết chết 3 vương chư hầu là Thân Đồ Kiến, Trần Mục và Thành Đan. Các tướng khác là Vương Khuông, Trương Ngang, Liêu Trạm, Hồ Ân bèn mưu sự lần thứ hai, dẫn quân vào đánh Canh Thủy Đế lần nữa để bắt sống mang về đông. Hai bên kịch chiến trong cung Canh Thủy. Lưu Huyền thua trận bỏ chạy về Tân Phong, ra mặt thù địch với các tướng. Không thể tiếp tục hợp tác với Lưu Huyền, Vương Khuông cùng các tướng bèn ra hàng quân Xích Mi.
Quân Xích Mi đánh chiếm được Trường An. Lưu Huyền đường cùng cũng đành phải xin hàng. Tháng 12 năm 25, Lưu Huyền bị quân Xích Mi treo cổ.
Cái chết của Lưu Huyền đánh dấu sự tan rã của quân Lục Lâm. Tính từ khi khởi binh đến khi thất bại, quân Lục Lâm hoạt động trong 9 năm, lật đổ được nhà Tân của Vương Mãng nhưng đã không hoàn thành được mục tiêu thống nhất quốc gia và bị diệt vong.

## Các tướng lĩnh Lục Lâm
- Vương Khuông
- Vương Phượng
- Mã Vũ
- Thân Đồ Kiến
- Trương Ngang
- Vương Thường
- Lưu Diễn
- Lưu Tú
- Trần Mục
- Thành Đan
- Liêu Trạm
- Hồ Ân